# Macaroni (moda)

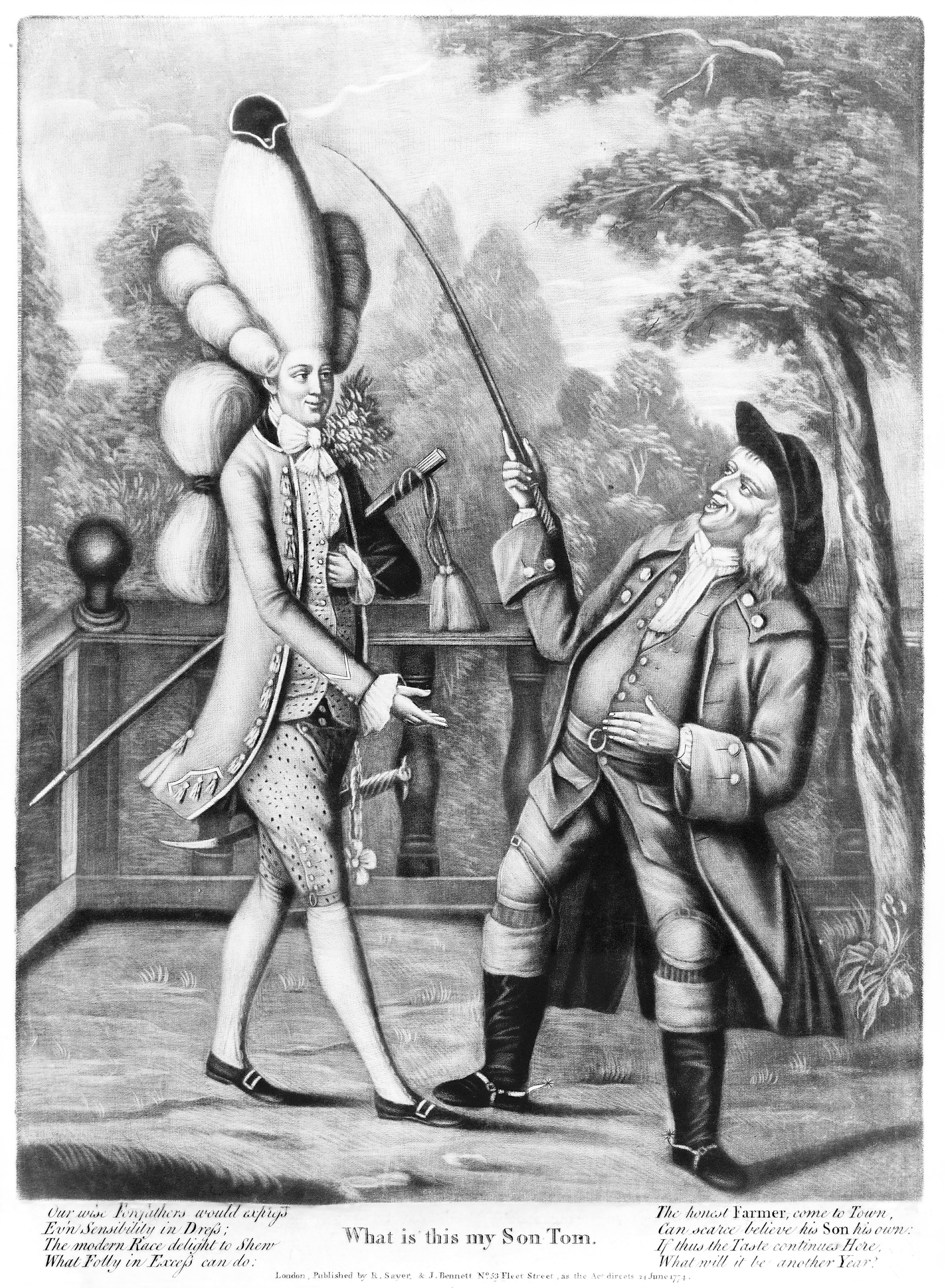
"!Qué! ¿Es este mi hijo Tom?", caricatura de 1774.

Macaroni, en la Inglaterra de mediados del siglo XVIII, designaba al hombre obsesionado con la moda que vestía y hablaba de un modo amanerado. El término se utilizaba de forma peyorativa contra los que excedían los límites convencionales en su vestimenta, hábitos culinarios y afición por las apuestas. Igual que el que emplea un lenguaje macarrónico, el macaroni mezclaba su pose importada de la Europa continental con su naturaleza inglesa, lo que hacía de él un objeto propicio para la sátira. 

## Historia del término
Los jóvenes ricos de la época que habían estado en Italia adoptaron la expresión «maccherone» —que designaba a la persona necia y ostentosa— y la usaron como adjetivo para todo lo que estuviera a la moda. Horace Walpole escribía en una carta a un amigo fechada en el año 1764 sobre el «Club Macaroni, formado por todos los jóvenes viajados que lucen altos peinados rizados y usan prismáticos». El mencionado «club» no era tal: la expresión se utilizaba con un significado específico cuando se refería a los grupos de jóvenes que vestían con un lujo enorme y pelucas empolvadas. Los macaroni mezclaban el disfrute de la bebida, el sexo y la música con la ropa afeminada. Se podrían considerar como los antecesores de los dandis y metrosexuales. 
En 1773, James Boswell cabalgaba de viaje por Escocia con el lexicógrafo Samuel Johnson, famoso por su seriedad. Johnson no acababa de estar cómodo en la silla de montar, por lo que Boswell le espetó: «Eres un londinense refinado, un maccaroni: no sabes cabalgar».
En la novela de Oliver Goldsmith Doblegada para vencer (She Stoops to Conquer, 1773), cuando el malentendido se esclarece y el joven Marlowe descubre que estaba equivocado, se insulta a sí mismo como «dullissimo maccaroni» (combinando la voz inglesa «dull» —‘estúpido’, ‘simple’— y el sufijo superlativo italiano «íssimo»).
La canción «Yankee Doodle», originaria de los tiempos de la guerra de Independencia de los Estados Unidos, contiene un verso que dice: «Le puso una pluma a su sombrero y lo llamó un Macaroni». La broma consiste en retratar a los estadounidenses como gente tan cándida como para creer que bastaba una pluma en el sombrero para lucir un estilo sofisticado. Existe una discusión sobre si esta era una versión paródica elaborada por los propios ingleses sobre el verso original, pero en cualquier caso fue adoptada con entusiasmo por los rebeldes estadounidenses. 
En España se tradujo por pisaverde.